# Liste des épisodes de Sankarea
Cet article recense les épisodes de l'adaptation en anime du manga Sankarea.

## Épisodes de Sankarea
| No | Titre français                                                        | Titre japonais             | Titre japonais                   | Date de 1re diffusion |
| No | Titre français                                                        | Kanji                      | Rōmaji                           | Date de 1re diffusion |
| --- | --------------------------------------------------------------------- | -------------------------- | -------------------------------- | --------------------- |
| 01 | Si je devenais... une zombie... (Titre de fin : Wellful of Wails)     | 私が...ゾンビに...なったら | Watashi ga... Zonbini... Nattara | 5 avril 2012          |
| Chihiro Furuya est un cinglé de zombie qui devient déprimé quand son chat "Babu", meurt après avoir été heurté par une voiture. Voulant le voir revivre, Chihiro se penche sur un vieux manuscrit décrivant la résurrection et commence à faire des expériences dans un bâtiment abandonné. Tandis que là-bas, il rencontre une jeune fille nommée Rea Sanka, qui est déprimée sur la façon dont sa vie est contrôlée. Lorsque Rea apprend que Chihiro a été l'écoute sur ses douloureux secrets, elle décide de l'aider dans ses expériences, l'échauffement à l'idée que, si elle devenait un zombie, Chihiro serait prendre ses responsabilités et s'occuper d'elle. |                                                                       |                            |                                  |                       |
| 02 | Ça a... fonctionné... (Titre de fin : Being Sanka Rea)                | ...成功していた            | Seikō... shiteta                 | 12 avril 2012         |
| Comme Rea monte sur un bord de la falaise pour récupérer une plante près du bâtiment ou se trouve Chihiro pour sa formule de résurrection, elle se rappelle comment elle avait toujours été limité par son père "Dan'ichiro", qui ont montré des niveaux obsessionnels de son amour pour elle et l'empêchait de faire tout ce qu'elle voulait. Elle trouve près du bâtiment ou est Chihiro des hortensias à utiliser dans la formule, en prenant un petit échantillon pour elle-même avant de le donner à Babu, bien qu'il ne semble pas revenir à la vie, ce qui incite Chihiro à renoncer à ses expériences. Après avoir ramené Rea chez elle, Chihiro et sa cousine "Ranko Saoji", découvre que Babu est revenu à la vie, tandis que Rea, puni en outre par son père "Dan'ichiro", elle décide de boire la formule qu'elle a volée dans l'espoir de se tuer... |                                                                       |                            |                                  |                       |
| 03 | Rea... Sanka... (Titre de fin : A Zombie is Born)                     | ...さんかれあ              | Sanka... Rea                     | 19 avril 2012         |
| Comme Rea se réveille et voit sa tentative de suicide à échouer, elle surprend son père comploté pour castrer Chihiro. Comme Rea se faufile dans le but d'avertir Chihiro, pendant ce temps Chihiro court après Babu ressuscité qui court vers un champ d'hortensia, où il aperçoit Rea au sommet d'une falaise. Comme son père s'approche d'elle, elle décide de se reculer de lui et au même moment Babu grimpe au-dessus de la falaise devant elle. Comme le père de Rea se prépare à attaquer Babu, Rea prend le coup destiné à babu et propulsé de la falaise, arrachant son ventre sur une branche d'arbre et pour finir de mourir. Toutefois, en raison de la potion, qu'elle a bue la veille, elle revient à la vie comme un zombie. |                                                                       |                            |                                  |                       |
| 04 | Une fille...normale... (Titre de fin : She'll Sleep When She's Dead)  | 普通の...女の子            | Futsū no... Onnanoko...          | 26 avril 2012         |
| Chihiro prend Rea dans sa chambre, en essayant de garder son secret aux autres. Comme Chihiro sort pour s'excuser auprès de Ranko de la veille, Rea a une brève rencontre avec le grand-père de Chihiro, Jogorō. Lorsque Chihiro revient plus tard ce jour-là, il trouve Rea qui était devenu étourdi et montrent des signes de rigidité cadavérique, l'amenant à la réalisation que son cadavre pourrira s'il ne fait pas quelque chose. |                                                                       |                            |                                  |                       |
| 05 | Si c'est une zombie... alors... (Titre de fin : Upstairs Grave)       | ゾンビって...コトは...     | Zonbi tte... Koto wa...          | 3 mai 2012            |
| Comme Chihiro essaie de penser à un moyen de préserver le corps Rea, il la cache dans son placard, pendant qu'il nettoie le temple, où il entend que son grand-père "Jogorō" était à l'origine de la potion de résurrection. Comme Ranko regarde dans la chambre Chihiro pour trouver un DVD de zombie, elle voit soudainement Rea sauté sur elle qui commence à la caresser. Comme Chihiro tire Rea hors d'elle, elle le saisit et l'embrassa. |                                                                       |                            |                                  |                       |
| 06 | Grâce à... toi... (Titre de fin : 2 Days Later)                       | あなたに...出会えたから    | Anata ni... Deaeta kara          | 10 mai 2012           |
| Comme Chihiro tente d'expliquer à Ranko ce qui s'est passé, Rea suit Babu dans un champ de feuilles d'hortensia et en mange quelques-uns, qui l'aident à retrouver ses esprits et qui soignent sa rigidité cadavérique. Jogorō explique à Chihiro que Rea a besoin de continuer à manger des feuilles d'hortensia pour éviter de devenir un cadavre, mais mentionne que cela n'est pas une solution permanente. Comme Chihiro parvient à convaincre son père de laisser Rea à rester leur domicile, il commence à enregistrer ses observations sur Rea. Comme Chihiro et Rea se promènent ce soir-là, Rea finit en blessant légèrement Chihiro pour le sauver d'une voiture et commence curieusement à lécher ses plaies. |                                                                       |                            |                                  |                       |
| 07 | Depuis... l'enfance... (Titre de fin : Run Ranko Run)                 | ...おさななじみ...         | Osana... Najimi...               | 17 mai 2012           |
| Comme Ranko obtient pour la journée Chihiro pour l'aider à faire ses livraisons pour sa famille, elle se rappelle comment elle l'a d'abord rencontré et on comprend son obsession pour les zombies. Après avoir été sauvé par Chihiro contre un chien errant, Ranko a fini par tomber amoureuse de lui. Retour dans le présent, elle tente d'embrasser Chihiro, mais recule et s'enfuit, elle met comme résolution de ne jamais perdre face à Rea. |                                                                       |                            |                                  |                       |
| 08 | Fausse... Liberté... (Titre de fin : Taken Away)                      | 偽りの...自由...           | Itsuwari no... Jū                | 24 mai 2012           |
| Comme Chihiro poursuit ses observations, Rea lui demande de l'emmener à faire du shopping, mais il ne savent pas qu'elles sont filature par certains des hommes de main de Dan'ichiro. Pendant que Chihiro va chercher un déjeuner, Rea est approché par un camarade de classe de Chihiro, Yasutaka, qui tente de l'attirer dehors. Les sbires se déplacer pour enlever Rea, mais elle parvient à les repousser avec sa force de zombie. Toutefois, les sbires ont changer leurs plans et enlève Chihiro à la place de Rea, ils l'amenent vers Dan'ichiro. |                                                                       |                            |                                  |                       |
| 09 | La Main... de ma mère... (Titre de fin : Is the Truth Out There ?)    | 母の…手…                   | Haha no... Te...                 | 31 mai 2012           |
| Cet épisode se concentre sur la petite sœur de Chihiro, "Mero". Elle et ses camarades de classe, Ichie Shinoda et Miko Yasaka, devenu curieux au sujet des actions étranges de leur enseignante, Mizuki Yamanouchi, soupçonnant qu'elle est peut-être un zombie. Ils apprennent très vite que Yamanouchi avait secrètement gardé un bébé crocodile et qu'elle le nourrissait à l'école. Plus tard, pendant qu'ils discutaient des histoires au sujet des zombies, Mero se rappelle à propos de sa défunte mère, qui se souvient qu'elle avait les mains froides. Comme elle faisait une offrande à sa tombe, elle se heurte à Rea, qui finit par lui rappeler sa mère. |                                                                       |                            |                                  |                       |
| 10 | Un Amour... inébranlable... (Titre de fin : All About Her Stepmother) | 強い…思い…                 | Tsuyoi... Omoi...                | 7 juin 2012           |
| Comme Chihiro est attaché à une chaise par le père de Rea dans une salle d'attente, il rencontre alors la femme de Dan'ichiro "Aria". Aria explique comment elle avait rejoint la famille Sanka comme une femme de chambre dans l'espoir de gagner l'amour de Dan'ichiro. Cependant, au lieu de cela Dan'ichiro tombe en amour pour une fille de 15 ans qui, inévitablement, est décédé après avoir donné naissance à Rea. Bien que Aria ait finalement pu se marier avec Dan'ichiro, il a été toujours captivé par Rea au lieu d'elle. Aria a appris bien plus tard la vérité sur les sentiments de Dan'ichiro pour Rea qui n'est pas de l'amour paternel, mais a de l'amour à cause de sa ressemblance avec sa mère. Comme Rea se précipite vers la maison, Chihiro est porté devant Dan'ichiro, qui est bien déterminé à protéger Rea. |                                                                       |                            |                                  |                       |
| 11 | Je n'ai rien... de spécial... (Titre de fin : Goodbye Father)         | 特別…なんかじゃ…ない…      | Tokubetsu... Nanka ja... nai...  | 21 juin 2012          |
| Dan'ichirō et Chihiro s'engagent sur un duel d'escrime, et Rea arrive à son domicile à la recherche de Chihiro. Les servantes de Dan'ichirō ont ordre de la capturer et ont commencé leur cosplay sur elle. En utilisant sa force zombie, Rea parvient à s'échapper et poursuit sa recherche de Chihiro. Au lieu de combattre, Chihiro parle a Dan'ichirō au sujet d'être un père sans aucun scrupule. Dan'ichirō, furieux tout en gardant son sang-froid, perce Chihiro et Rea arrive à l'improviste. Dan`Ichirō était surpris de la survie de Chihiro sur l'attaque. Chihiro lui délivre un coup de boule sur lui. Dan'ichirō maintenant intensément en colère et tente de terminer Chihiro avec un coup à la tête, mais Rea pare rapidement l'attaque de son père et demande sa liberté. Chihiro lui parlent de la liberté et les raisons que Rea veut être libre. Impressionné par ses mots, Dan'ichirō décide de laisser Rea avec Chihiro et met en garde de ne pas la déflorer. Après leur conversation, Dan'ichirō quitte le Japon et se dirige vers l'Amérique à la recherche de la guérison de la maladie de Rea. Pendant ce temps à la résidence Furuya, Chihiro se réveille et voit Rea vêtu d'un costume d'infirmière. Ranko arrive et se faisant passer pour la fiancée de Chihiro. Rea réalise que Ranko aime Chihiro. |                                                                       |                            |                                  |                       |
| 12 | À cet instant... j'ai... (Titre de fin : The Meaning of Bite)         | あの瞬間…俺は…             | Ano Shunkan... Ore wa...         | 28 juin 2012          |
| Comme Chihiro cherche encore à essayer de trouver un moyen de préserver le corps de Rea, Rea exprime son intérêt pour un festival de feux d'artifice. Comme Mero mentionne à Chihiro sur la façon que Rea veut aller à l'école, la pluie annule le festival de feux d'artifice, mais Ranko suggère qu'ils pourraient faire un petit feux d'artifice dans le sanctuaire. Comme Ranko aide Rea pour mettre un Yukata, elle avoue qu'elle est amoureuse de Chihiro et veut que Rea soit sa rivale amoureuse. Comme Rea décide de commencer à aller à l'école à nouveau, elle entre tout à coup dans un état de transe et saute sur Chihiro et mordant sa lèvre dans son processus de transe. |                                                                       |                            |                                  |                       |

## OVA
Trois OVA de Sankarea sont sorties. La première est sortie en juin 2012 avec le tome 6 du manga. La deuxième est sortie le 9 novembre 2012 avec le tome 7 du manga. Enfin, la troisième est sortie le 30 novembre 2012.
| No | Titre français                                                                      | Titre japonais       | Titre japonais                 | Date de 1re diffusion |
| No | Titre français                                                                      | Kanji                | Rōmaji                         | Date de 1re diffusion |
| --- | ----------------------------------------------------------------------------------- | -------------------- | ------------------------------ | --------------------- |
| 00 | Le destin est... vraiment... (Titre de fin : A Tiny Wind)                           | 運命って…奴は…       | Unmeitte... Yatsu wa...        | 8 juin 2012           |
| Il s'agit d'une préquelle, l'histoire se passe sept mois avant l'histoire racontée dans la série Sankarea. L'OAV raconte la découverte par Chihiro du livre de résurrection qui servira à faire revenir à la vie Babu ainsi que la manière dont il fut abimé la famille Furuya accompagnée de Ranko entreprend un voyage à Tohoku pour déménager des affaires. Alors qu'il faisait le ménage dans la bibliothèque Chihiro découvre un ouvrage parlant de ramener les morts à la vie. Intéressé il récupère le livre au titre intéressant. Alors qu'il suivait Ranko et sa sœur, Chihiro se perd et tombe sur un bain en plein air où il rencontre brièvement Rea avant de s'enfuir, il finit par abimer le livre. |                                                                                     |                      |                                |                       |
| 13 | Moi aussi... Je suis un zombie (Titre de fin : Cat on a Cool Tin Roof )             | 吾輩も…ゾンビである… | Wagahai mo... Zonbi Dearu...   | 30 novembre 2012      |
| L'épisode est raconté du point de vue de "Babu", il décrit sa vie quotidienne étant devenu un zombie. Rea assiste à son premier jour d'école en tant que zombie, ou sa force de zombie l'aide pendant le cours de basket. Pendant ce temps, "Babu" se prend d'intérêt pour une chatte, mais choisit de mettre fin à leurs relations quand il se rend compte qu'il commence à être dans un état de confusion. Ailleurs, un chercheur curieux survole le Japon. |                                                                                     |                      |                                |                       |
| 14 | Corps de Zombie... Cœur de... (Titre de fin : The Girl with the Thorn in Her Side ) | 身はゾンビに…心は…   | Mi wa Zonbi ni... Kokoro wa... | 9 novembre 2012       |
| Comme Aria se sent seule sans Dan'ichirō, elle s'endort dans sa baignoire. Pendant ce temps, Chihiro et sa famille découvrent une étrange fille se trouvant sous leur temple, qui ne semble pas vouloir dire un mot à quelqu'un. |                                                                                     |                      |                                |                       |